# Иван Варгич
Иван Варгич (на хърватски: Ivan Vargić) е хърватски футболист, вратар, който играе за италианския Лацио.

## Кариера
Варгич дебютира за Осиек през април 2009 г., след като преди това е два пъти преотстъпван във Вуковар '91 и Хонка. На 5 февруари 2013 г. преминава в Риека с договор за 4 години. През сезон 2015/16 счупва два рекорда за клуба - най-дълга серия без допуснат гол и най-много чисти мрежи през сезона. От 2 август 2015 г. до 4 октомври 2015 г. не допуска гол в 783 мин. На 1 февруари 2016 г. е закупен от Лацио за сумата от €2.7 млн. „Римските орли“ го оставят под наем в Риека до 30 юни 2016 г.

## Национален отбор
Дебютира за „шахматистите“ на 12 ноември 2014 г. срещу Аржентина като влиза на мястото на Ловре Калинич.